# 语言改革
语言改革（language reform）的目的是改造一种语言，属于语言工程的一种。语言改革常用的方法是简化和净化。简化是通过规范词汇和语法使得语言变得更简单易用。净化则是使得语言变得更“纯粹”。

## 简化
简化是目前最常见的语言改革方式，包括了拼写的简化（参见拼写改革），以及词形变化、句法、词汇和词组。举例来说，英语里有许多的前缀是用来表示“否定的”，比如un-、in-/im-、a(n)-、de-等等。语言改革就建议用un-来取代这些前缀。除此以外，词语裡还用“good”和“bad”来表示对立的意思，但是用“good”和“ungood”来形成可能更好（从简单的角度来说），可以把“bad”从词语裡完全去除。
但是，简化最常见的方式是采用新的拼写方式。一些世界主要的语种已经经历了大范围的拼写改革：西班牙语（在18世纪），葡萄牙语（1910年在葡萄牙，1946和1972年在巴西），德语（在1901/02年和1996/98年），俄语（在1728和1919年）。

## 净化
语言纯粹主义就是反对对现有语言的任何改变，也反对取消语言在过去经历任何变化。偶尔，纯粹主义的改革会使语言复杂化，比如在文艺复兴时期，那些采纳错误的拉丁语源学（False etymology）的字典令人迷惑的拼写：
- iland 变成了island （来自拉丁文的insula，尽管island 实际上是日耳曼语的词汇，可对照德语里的Eiland）
- ile 变成了aisle （同样来自insula）

粵語正音運動亦是某種意義上以《廣韻》為基礎的語言純化運動，不過也有人認為將早已消失的讀音重新引入日常使用是「語言污染」。 

## 优点和缺点
针对以上的改革方案，有人反对有人支持。所有文学作品、电子文档、道路标记和地图全部需要重写。此外，所有的人都要重新学习语言。从长远来看，对孩子和学生来说新的、简单的语言更好些，但是在短期内他们反而有更多的事情要做。还有争论说，语言一旦改变，就会变得粗糙和缺少灵魂。
但是，这些意见没有理论支持。它们都是基于认为改革会隔断过去和现在联系的假象上。事实上，适度的語言改革反而对教育和文化更有利。所有的问题都可以靠良好的规划、充足的过渡时间和大众支持度的正确估计来克服。

## 实例
- 汉语
  - （1920年代） — 用白话文取代文言文作为标准的书面语言（正式應用文除外）。国语来源于一些汉语方言。
  - （1950年代 中华人民共和国） — 引入简化字来改良标准的书面语言（之后也被新加坡和马来西亚所采纳，但是在台湾、香港、澳门和许多海外华人社区，繁体字仍被保留使用）。
- 日语（參見日本國語國字問題）
  - （1946年） — 日本內閣發佈《當用漢字表》，簡化了部份筆畫繁複的漢字，該表作為公文、媒體等文字的表示範圍之用。同時，內閣發布了內閣（現代假名遣）告示。
  - （1981年） — 《常用漢字表》取代《當用漢字表》
  - （1986年） — 修改1946年提出的內閣告示後，公布（均是「現代假名遣」的意思，內容幾乎沒有變動）。
- 捷克语（19世纪） — Josef Jungmann编写的字典更新了词汇。在19世纪40年代，字母w被v代替。
- 爱沙尼亚语（1910/20年代） — Johannes Aavik和Johannes V. Veski更新词汇表领导了爱沙尼亚语的改革运动，改革运动中添加了许多来自芬兰语和乌拉尔语的词根，另外还发明了一些别处没有的新词根。
- 德语（1901/02年） — 在全国范围内整合了拼写制度（首先是德国，然后被其他的德语系国家采纳）。最近又上演了更进一步的改革，见1996年德语正字法改革。
- 希腊（1970/80年代） — 当我们在书写“纯净”的语言时，加達語（纯正希腊语）充斥着古希腊語詞彙，而比较“流行”的口语迪摩語（通俗希腊语）则不是这样。在军事管制结束後，法律规定后者为书面语言。比如说，在希腊货币上面，货币的复数是“drachmai”（Katharevousa形式），而1982年后则成了Drachmes（Dhimotiki形式）。
- 希伯来语（1920年代） — 希伯来语是在古希伯来语的基础上，参考印欧语系的模式，简化了语法（特别是句法）得到的。希伯来语词根中新造的词汇是参照欧洲人的模式，精简了发音方式。
- 匈牙利语（18世纪晚期和19世纪早期） — 新造了一万的词，[2] 其中只有几千现在还有经常使用。
- 爱尔兰语（1940年代） — 拼写方式大大的被简化了，例如Gaedheal成了Gael, Ó Séigheadh成了Ó Sé。
- 挪威语（20世纪） — 自从挪威从丹麦独立出来（1814），挪威人就想从丹麦语中分离出来。1907和1917年的改革造就了书面挪威语作为挪威人的标准书面语言，在1929年更名。通过1938年的一次改革，整合了书面挪威语和更加本地化的新挪威语。现在两种语言方式都在使用：在挪威语中，国家的名字被交替的写作Norge（书面挪威语）和Noreg（新挪威语）。
- 葡萄牙语（20世纪） — 用一种简化的拼写方式来代替原有的麻烦的复杂的方式（比如，asthma成了asma，而phthysica成了tísica）。
- 罗马尼亚语（19世纪） — 用拉丁字母代替西里尔字母，数以百计的斯拉夫语族使用者持反对意见，因为他们更喜欢西里尔字母[來源請求]。
- 索马里语（1970年代） — 博古米尔1949年在索马里开始了他的语言学工作，在他的帮助下制定了一份详尽的拉丁字母表，并于1972年在铁腕将军穆罕默德·西亞德·巴雷的命令下强制实行。同时词汇表也被更新，在原有索马里词根的基础上新造了许多词汇。
- 土耳其语（1930年代） — 20年代开始了语言和书写体系的改革，旧的语言被更名为奥斯曼土耳其语。奥斯曼土耳其语字母来源于阿拉伯字母，1928年被土耳其语字母（源于拉丁字母）取代。源于波斯语和阿拉伯语的外来词被代之以土耳其本地词语或是基于突厥语族的新造词。
- 越南语（20世纪） — 在法国殖民统治期间，源于汉语的喃字被新的拉丁字母表取代。
- 哈萨克语、塔吉克语、吉尔吉斯语、蒙语：受前苏联的影响，俄罗斯附近的一些国家采用了西里尔字母拼写语言。其中，时任哈萨克总统努尔苏丹·纳扎尔巴耶夫在2017年下令，到2025年分阶段弃用西里尔式的哈萨克字母改用拉丁字母书写[3][4][5]。

## 大眾文化中的例子
- （虚构）：在乔治·奥威尔的小说《一九八四》中，英语变成了新语，一种便于官方做政治宣传的语言，同时不受欢迎的政治理念也無法被表达出来。

## 参閲
- 科普特语的发音改革（Coptic pronunciation reform）
- 拼写改革（Spelling reform）
- 英语拼写改革
- 日本國語國字問題
- 语言复兴
- 语言规划（語文規劃）
- 语言政策（語言政策)
- 公制化（公制化）
- 国际语音学学会
- 人工语言
- 中性语言（Gender-inclusive language）
- 新语

## 外部連結
- Französische Rechtschreibreform von 1990 （页面存档备份，存于） （法文）